# Copleyho medaile
Copleyho medaile je vědecké ocenění za práci na jakémkoliv poli vědy, nejvyšší ocenění udělované každoročně Královskou společností v Londýně. Je také nejstarším společenským oceněním – první medaile byla udělena roku 1731.

## Historie
Cena byla vytvořena poté, co Godfrey Copley, bohatý velkostatkář ze Sprotbrough poblíž Doncasteru v Jižním Yorkshire, který byl zvolen za člena společnosti v roce 1691, odkázal roku 1709 Královské společnosti 100 liber. Jde o jednu z deseti medailí, které společnost uděluje (některé ceny jsou udělovány každoročně, jiné v různých časových intervalech podle podmínek jejich odkazu). Tato medaile je střídavě udělována za fyzikální a biologické vědy a vítězi jsou vybraní členové Královské společnosti. Vítěz ocenění obdrží stříbrnou pozlacenou medaili spolu s částkou 5000 liber.
V minulosti byli laureáty této ceny:

## 1730
- 1731 – Stephen Gray
- 1732 – Stephen Gray
- 1733 – neudělena
- 1734 – John Theophilus Desaguliers
- 1735 – neudělena
- 1736 – John Theophilus Desaguliers
- 1737 – John Belchier
- 1738 – James Valoue
- 1739 – Stephen Hales
- 1740 – Alexander Stuart
- 1741 – John Theophilus Desaguliers
- 1742 – Christopher Middleton
- 1743 – Abraham Trembley
- 1744 – Henry Baker
- 1745 – William Watson
- 1746 – Benjamin Robins
- 1747 – Gowin Knight
- 1748 – James Bradley
- 1749 – John Harrison

## 1750
- 1750 – G. Edwards
- 1751 – J. Canton
- 1752 – J. Pringle
- 1753 – B. Franklin
- 1754 – W. Lewis
- 1755 – J. Huxham
- 1756 – neudělena
- 1757 – lord Ch. Cavendish
- 1758 – J. Dollond
- 1759 – J. Smeaton
- 1760 – B. Wilson
- 1761 – neudělena
- 1762 – neudělena
- 1763 – neudělena
- 1764 – J. Canton
- 1765 – neudělena
- 1766 – W. Brownrigg; E. Delaval; H. Cavendish
- 1767 – J. Ellis
- 1768 – P. Woulfe
- 1769 – W. Hewson
- 1770 – W. Hamilton
- 1771 – M. Raper
- 1772 – J. Priestley
- 1773 – J. Walsh
- 1774 – neudělena
- 1775 – N. Maskelyne
- 1776 – J. Cook
- 1777 – J. Mudge
- 1778 – Ch. Hutton
- 1779 – neudělena
- 1780 – S. Vince
- 1781 – W. Herschel
- 1782 – R. Kirwan
- 1783 – J. Goodricke; T. Hutchins
- 1784 – E. Waring
- 1785 – W. Roy
- 1786 – neudělena
- 1787 – J. Hunter
- 1788 – Ch. Blagden
- 1789 – W. Morgan
- 1790 – neudělena
- 1791 – J. Rennell; J. Deluc
- 1792 – B. Thompson
- 1793 – neudělena
- 1794 – A. Volta
- 1795 – J. Ramsden
- 1796 – G. Atwood
- 1797 – neudělena
- 1798 – G. Shuckburgh-Evelyn; Ch. Hatchett
- 1799 – J. Hellins

## 1800
- 1800 – E. Howard
- 1801 – A. P. Cooper
- 1802 – W. H. Wollaston
- 1803 – R. Chenevix
- 1804 – S. Tennant
- 1805 – H. Davy
- 1806 – T. A. Knight
- 1807 – E. Home
- 1808 – W. Henry
- 1809 – E. Troughton
- 1810 – neudělena
- 1811 – B. C. Brodie
- 1812 – neudělena
- 1813 – W. T. Brande
- 1814 – J. Ivory
- 1815 – D. Brewster
- 1816 – neudělena
- 1817 – H. Kater
- 1818 – R. Seppings
- 1819 – neudělena
- 1820 – H. Ch. Ørsted
- 1821 – E. Sabine; J. Herschel
- 1822 – W. Buckland
- 1823 – J. Pond
- 1824 – J. Brinkley
- 1825 – F. Arago; P. Barlow
- 1826 – J. South
- 1827 – W. Prout; H. Foster
- 1828 – neudělena
- 1829 – neudělena
- 1830 – neudělena
- 1831 – G. B. Airy
- 1832 – M. Faraday; S. D. Poisson
- 1830 – neudělena
- 1834 – G. Plana
- 1835 – W. S. Harris
- 1836 – J. J. Berzelius; F. Kiernan
- 1837 – A. C. Becwuerel; J. F. Daniel
- 1838 – C. F. Gauss; M. Faraday
- 1839 – R. Brown
- 1840 – J. Liebig; J. Sturm
- 1841 – G. S. Ohm
- 1842 – J. MacCullagh
- 1843 – J. B. Dumas
- 1844 – C. Matteucci
- 1845 – T. Schwann
- 1846 – U. Le Verrier
- 1847 – J. Herschel
- 1848 – J. C. Adams
- 1849 – R. Murchison

## 1850
- 1850 – P. A. Hansen
- 1851 – R. Owen
- 1852 – A. Von Humboldt
- 1853 – H. W. Dove
- 1854 – J. P. Müller
- 1855 – L. Foucalt
- 1856 – H. M. Edwards
- 1857 – M. E. Chevreul
- 1858 – Ch. Lyell
- 1859 – W. Weber
- 1860 – R. W. Bunsen
- 1861 – L. Agassiz
- 1862 – T. Graham
- 1863 – A. Sedgwick
- 1864 – Ch. Darwin
- 1865 – M. Chasles
- 1866 – J. Plücker
- 1867 – K. E. Von Baer
- 1868 – Ch. Wheatstone
- 1869 – H. V. Regnault
- 1870 – J. P. Joule
- 1871 – J. R. von Mayer
- 1872 – F. Woehler
- 1873 – H. Helmholtz
- 1874 – L. Pasteur
- 1875 – A. W. Hofmann
- 1876 – C. Bernard
- 1877 – J. D. Dana
- 1878 – J. B. Boussingault
- 1879 – R. Clausius
- 1880 – J. J. Sylvester
- 1881 – K. A. Wurtz
- 1882 – A. Cayley
- 1883 – W. Thomson (Lord Kelvin)
- 1884 – C. Ludwig
- 1885 – F. A. von Stradonitz
- 1886 – F. E. Neumann
- 1887 – J. D. Hooker
- 1888 – T. H. Huxley
- 1889 – G. Salmon
- 1890 – S. Newcomb
- 1891 – S. Cannizzaro
- 1892 – R. Virchow
- 1893 – G. G. Stokes
- 1894 – E. Frankland
- 1895 – K. Weierstrass
- 1896 – C. Gegenbaur
- 1897 – A. von Kolliker
- 1898 – W. Huggins
- 1899 – Lord Rayleigh

## 1900
- 1900 – M. Berthelot
- 1901 – W. Gibbs
- 1902 – Lord Lister
- 1903 – E. Suess
- 1904 – W. Crookes
- 1905 – D. I. Mendělejev
- 1906 – I. I. Mečnikov
- 1907 – A. A. Michelson
- 1908 – A. R. Wallace
- 1909 – G. W. Hill
- 1910 – F. Galton
- 1911 – G. H. Darwin
- 1912 – F. Klein
- 1913 – R. Lankester
- 1914 – J. J. Thomson
- 1915 – I. P. Pavlov
- 1916 – J. Dewar
- 1917 – E. Roux
- 1918 – H. A. Lorentz
- 1919 – W. Bayliss
- 1920 – H. Brown
- 1921 – J. Larmor
- 1922 – E. Rutherford
- 1923 – H. Lamb
- 1924 – E. A. Sharpey-Schafer
- 1925 – A. Einstein
- 1926 – F. Hopkins
- 1927 – Ch. S. Sherrington
- 1928 – Ch. A. Parsons
- 1929 – M. Planck
- 1930 – W. Bragg
- 1931 – A. Schuster
- 1932 – G. E. Hale
- 1933 – T. Smith
- 1934 – J. S. Haldane
- 1935 – Ch. T. R. Wilson
- 1936 – A. Evans
- 1937 – H. Dále
- 1938 – N. Bohr
- 1939 – T. H. Morgan
- 1940 – P. Langevin
- 1941 – T. Lewis
- 1942 – R. Robinson
- 1943 – J. Barcroft
- 1944 – G. I. Taylor
- 1945 – O. T. Avery
- 1946 – E. D. Adrian
- 1947 – G. H. Hardy
- 1948 – A. V. Hill
- 1949 – G. Ch. De Hevesy

## 1950
- 1950 – J. Chadwick
- 1951 – D. Keilin
- 1952 – P. Dirac
- 1953 – A. Kluyver
- 1954 – E. Whittaker
- 1955 – R. Fisher
- 1956 – P. Blackett
- 1957 – H. W. Florey
- 1958 – J. E. Littlewood
- 1959 – F. M. Burnet
- 1960 – H. Jeffreys
- 1961 – H. A. Krebs
- 1962 – C. N. Hinshelwood
- 1963 – P. Fildes
- 1964 – S. Chapman
- 1965 – A. Hodgkin
- 1966 – W. L. Bragg
- 1967 – B. Katz
- 1968 – T. Reichstein
- 1969 – P. Medawar
- 1970 – A. Todd
- 1971 – N. Pirie
- 1972 – N. Mott
- 1973 – A. Huxley
- 1974 – W. V. D. Hodge
- 1975 – F. Crick
- 1976 – D. C. Hodgkin
- 1977 – F. Sanger
- 1978 – R. B. Woodward
- 1979 – M. Perutz
- 1980 – D. H. R. Barton
- 1981 – P. D. Mitchell
- 1982 – J. Cornforth
- 1983 – R. Porter
- 1984 – S. Chandrasekhar
- 1985 – A. Klug
- 1986 – Rudolph Peierls
- 1987 – R. Hill
- 1988 – M. F. Atiyah
- 1989 – C. Milstein
- 1990 – A. Salam
- 1991 – S. Brenner
- 1992 – G. Porter
- 1993 – J. D. Watson
- 1994 – Ch. Frank
- 1995 – F. Fenner
- 1996 – A. Cottrell
- 1997 – H. Huxley
- 1998 – J. Lighthill
- 1999 – J. M. Smith

## 2000
- 2000 – A. Battersby
- 2001 – J. Miller
- 2002 – J. Pople
- 2003 – J. Gurdon
- 2004 – H. Kroto
- 2005 – P. Nurse
- 2006 – S. Hawking
- 2007 – R. May
- 2008 – R. Penrose
- 2009 – M. Evans
- 2010 – D. Cox
- 2011 – D. McKenzie
- 2012 – J. E. Walker
- 2013 – A. Geim
- 2014 – A. Jeffreys
- 2015 – P. Higgs
- 2016 – Richard Henderson
- 2017 – Andrew Wiles
- 2018 – Jeffrey I. Gordon
- 2019 – John B. Goodenough
- 2020 – A. Fersht
- 2021 – J. B. Burnell
- 2022 – Oxford-AstraZeneca Vaccine Team
- 2023 – M. Rees
- 2024 – G. P. Winter